# مركز الصبرة الصحي
مركز صبرة الصحي مركز صحي تابع لوكالة الأمم المتحدة لإغاثة وتشغیل اللاجئین الفلسطینیین في الشرق الأدنى (الأونروا) يقع جنوب مدينة غزة. أفتتحه المفوض العام للأونروا فیلیب لازاریني في أول زيارة له للمدينة. 
قامت الأونروا ببناء هذا المركز الصحي بتمویل من المملكة العربیة السعودیة من خلال الصندوق السعودي للتنمیة كجزء من اتفاقیة بلغت قیمتھا 31 ملیون دولار تم توقیعھا في نوفمبر 2018 . تنص الإتفاقية أيضا على بناء مدرستین، وصیانة مباني الأونروا، وإعادة بناء أكثر من 250 منزلا ً مدمرا بالكامل، وتوفیر الوقود لمرافق المیاه والصرف الصحي في قطاع غزة.
يخدم المركز الصحي  أكثر من عشرة آلاف لاجئ فلسطیني یقطنون في مناطق الشجاعیة، والتركمان، والزیتون، والصبرة، وتل الھوى، والرمال الجنوبي، وشارع عمر المختار. ويضم المركز الصحي مرفقا لتنظیم الأسرة، ورعایة ما قبل الولادة، ورعایة الأم والطفل، فضلاً عن قسم للأمراض غیر المعدیة ووحدات للعنایة الطبیة بالأسنان، والخدمات المخبریة، والعلاج الطبیعي، والاستشارات النفسیة والاجتماعیة والقانونیة. یوفر المركز أيضا خدمات الصحة المدرسیة، وفحص الأسنان للمدارس الموجودة في المخیمات یقدمھا فریق متنقل منفصل بالتنسیق مع المركز الصحي. 